# Syvilla Fort
Pour les articles homonymes, voir Fort.
Syvilla Fort (née le 3 juillet 1917 à Seattle et décédée le 8 novembre 1975) fut une danseuse, professeure de danse et chorégraphe Afro-américaine. Sa danse mêlait les techniques inspirées de la danse moderne américaine aux styles de danses africaines et caribéennes. Elle est aussi entrée dans l’histoire de l’avant-garde américaine puisque c’est pour accompagner sa pièce chorégraphique Bacchanale (1940) que le célèbre compositeur de musique expérimentale John Cage a composé sa première pièce pour piano préparé. Pour ce dernier, Syvilla Fort était tout simplement "une danseuse extraordinaire".

## Biographie
Née à Seattle en 1917 dans une famille Afro-américaine de la classe moyenne inférieure, Syvilla Fort était l'aînée de trois enfants. Son père était un simple employé postal, mais cela constituait à l'époque une belle réussite sociale pour un homme Noir. Bien qu'ayant commencé la danse à l'âge de trois ans, Syvilla Fort connut de nombreux obstacles à sa carrière de danseuse en raison de ses origines ethniques. En effet, dans une Amérique ségrégationniste, elle fut refusée de plusieurs écoles de danse classique sur des critères racistes. Elle fut donc contrainte de se contenter de cours de danse à domicile. Néanmoins, très talentueuse, elle commence dès l'âge de 9 ans à donner des cours de danse moderne, de danse classique et de claquettes aux enfants du voisinage, trop pauvres pour se payer des cours académiques.
Après le lycée, elle entre en 1932 à la Cornish School of Arts de Seattle, une école supérieure d'arts très avant-gardiste mais dans laquelle elle est cependant la première étudiante noire à être admise. Pour payer les frais d'inscription, la mère de Syvilla, travaille comme femme de ménage dans l'école. Là, la jeune danseuse s'épanouit. En dernière année, elle suit le cours de danse moderne de Bonnie Bird, ex-danseuse au sein de la Martha Graham Dance Company, pour lequel John Cage exerce en tant que pianiste accompagnateur. En 1939, dans le cadre de ce cours, Syvilla Fort a créé avec deux autres étudiants de la Cornish School, Merce Cunningham et Dorothy Herrman, la chorégraphie satiriqueSkinny Structures: la pièce se composait de trois solos créés et dansés par les trois danseurs puis d'un trio final dansé ensemble. Par ailleurs, au printemps 1940, à l'occasion de la cérémonie de remise des diplômes, Syville Fort a présenté une chorégraphie intitulée Bacchanale. Cette danse est entrée dans l'histoire car Syvilla Fort a demandé à John Cage, deux ou trois jours avant le spectacle, de lui composer une musique aux influences africaines. Cage a accepté, mais limité par la taille réduite du Cornish Theatre, qui ne laissait la place qu'à un piano, il ne pouvait utiliser les percussions. C'est ainsi qu'il a pensé à modifier le son du piano en déposant des objets entre les cordes. C'est la première pièce pour piano préparé de John Cage.
Après ses études, Syvilla Fort déménage à Los Angeles, où elle rencontre la chorégraphe et danseuse Afro-américaine Katherine Dunham. Engagée dans la compagnie de cette dernière, elle apprend la "technique Dunham", qui consiste en un riche mélange des influences antillaises, subsahariennes, sud-américaines et afro-américaines. Elle dansera notamment dans le film musical Symphonie magique (titre original Stormy Weather) en 1943. Mais à la suite d'une sérieuse blessure au genou, Syvilla Fort doit mettre prématurément fin à sa carrière de danseuse en 1945.
De 1948 à 1954, Fort devient administratrice en chef et professeure de danse au sein de la Katherine Dunham School of Dance de New York. Là, elle rencontre son mari, Buddy Phillips, un danseur de claquettes. Puis, en 1955, à la fermeture de cette école, Fort et Phillips ouvrent un studio de danse, le Phillips-Fort Dance Studio, où elle invente sa propre technique de danse, la technique "Afro-moderne", style hybride qui s'inspire notamment de la technique Dunham et de plusieurs techniques de danse moderne. En 1955, elle crée aussi la chorégraphie Danza, une pièce qui réinterprète les danses espagnoles des XVIIIe et XIXe siècles avec une nette tendance à l'abstraction.
Elle enseigne sa technique de danse de 1967 à 1975 au Columbia University's Teachers College. Syvilla Fort est entrée dans l'histoire pour avoir apporté une belle contribution à la danse afro-américaine, influençant de nombreux danseurs et chorégraphes Noirs, tel Alvin Ailey par exemple. Mais, au cours des ans, elle a transmis sa danse à un grand nombre d'artistes illustres, dont certains ne feront cependant pas carrière de danseurs. Ainsi, parmi ses élèves les plus connus, il faut citer Marlon Brando, James Dean, Jane Fonda, James Earl Jones, Eartha Kitt, Jose Limon, Chita Rivera et Geoffrey Holder.
Quelques jours avant sa mort, advenue le 8 novembre 1975, le Black Theater Alliance, par l'entremise d'Alvin Ailey, qui fut son élève, et d'Harry Belafonte, a organisé un hommage à l'ensemble de sa carrière. Elle meurt d'un cancer du sein. En 1992, un  autre hommage lui a été rendu lorsque quelques-unes de ses chorégraphies ont été rejouées au Symphony Space de New York.
Un film documentaire sur l’œuvre de Syvilla Fort, Syvilla: They Dance to Her Drum, a été réalisé en 1981 par Ayoka Chenzira[réf. nécessaire].
Elle meurt à l'âge de 58 ans à Sloan-Kettering Memorial Hospital.

## Œuvres

### En tant que chorégraphe
- 1939 : Skinny Structures (avec Merce Cunnigham et Dorothy Hermann)
- 1940 : Bacchanale (musique de John Cage); Yanvalou (inspirée par les cérémonies vaudou haïtiennes)
- 1950 : Carnival
- 1954 : Rumba
- 1955 : Danza (musique d'Ernesto Lecuona)

### En tant que danseuse
- 1940 : Spiritual, Imaginary Landscape n°2 et American was Promises de Bonnie Bird
- 1940-1945 : danseuse dans la compagnie de Katherine Dunham
- 1943 : Symphonie magique film musical réalisé par Andrew L. Stone

## Élèves
Les cours de danse de Syvilla Fort ont marqué la carrière de nombreux artistes. Elle a même représenté un véritable mentor pour nombre d'entre eux.

### Danseurs et chorégraphes
- Alvin Ailey
- Chuck Davis
- Peter Gennaro
- Leonard Gibson
- Geoffrey Holder
- Martha Le Valley (membre de la compagnie de Syvilla Fort)
- Jose Limon
- Donald McKayle
- Joan Peters
- Yvonne Rainer

### Acteurs
- Marlon Brando
- James Dean
- James Earl Jones
- Jane Fonda

### Artistes de comédie musicale/cabaret
- Eartha Kitt
- Chita Rivera